# Liste der Kulturdenkmäler in Wißmannsdorf
In der Liste der Kulturdenkmäler in Wißmannsdorf sind alle Kulturdenkmäler der rheinland-pfälzischen Ortsgemeinde Wißmannsdorf einschließlich der Ortsteile Hermesdorf und Koosbüsch aufgeführt. Grundlage ist die Denkmalliste des Landes Rheinland-Pfalz (Stand: 27. Juni 2022).

## Denkmalzonen
| Bezeichnung               | Lage                                          | Baujahr                 | Beschreibung | Bild            |
| ------------------------- | --------------------------------------------- | ----------------------- | --- | --------------- |
| Denkmalzone Brückenstraße | Hermesdorf, Brückenstraße 5, 6, 7, 8, 10 Lage | 18. bis 20. Jahrhundert | fast ungestört erhaltener Abschnitt der Brückenstraße, der vom 18. bis 20. Jahrhundert aus unterschiedlich gestalteten Hofanlagen zusammengewachsen ist (Nr. 5 bezeichnet 1834; Nr. 6 historistisches Wohnhaus, bezeichnet 1928; Nr. 7 wohl vom Anfang des 20. Jahrhunderts; Nr. 8 Streckhof, bezeichnet 1848; Nr. 10, Wohnhaus 1804; Wegekreuz 1741) | Fotos hochladen |

## Einzeldenkmäler
| Bezeichnung                                 | Lage                                                  | Baujahr                            | Beschreibung | Bild                           |
| ------------------------------------------- | ----------------------------------------------------- | ---------------------------------- | --- | ------------------------------ |
| Hofanlage                                   | Hermesdorf, Bergstraße 2 Lage                         | 1868                               | winkelförmiger Streckhof, bezeichnet 1868, Stall bezeichnet 1894, Schuppen wohl jünger; ortsbildprägend | BW                             |
| Wohnhaus                                    | Hermesdorf, Brückenstraße 10 Lage                     | 1814                               | stattliches zweieinhalbgeschossiges Wohnhaus, bezeichnet 1814 | Fotos hochladen                |
| Wegekreuz                                   | Hermesdorf, Brückenstraße, vor Nr. 10 Lage            | 1741                               | Wegekreuz, bezeichnet 1741 | Fotos hochladen                |
| Wohnhaus                                    | Hermesdorf, Prümstraße, zu Nr. 2 Lage                 | um 1600                            | ehemaliges Flurküchenhaus, bezeichnet 1842, im Kern gegen 1600, Umbauten im 18. und 19. Jahrhundert | BW                             |
| Wegekreuz                                   | Hermesdorf, Prümstraße, bei Nr. 9 Lage                | 1781                               | Schaftkreuz, Rokoko, bezeichnet 1781 | weitere Bilder Fotos hochladen |
| Wegekreuz                                   | Koosbüsch, Schulstraße, vor Nr. 32 Lage               | 15. oder 16. Jahrhundert           | Wegekreuz; spätgotischer Schaft, Nische und Abschlusskreuz nach 1945 | Fotos hochladen                |
| Wegekreuz                                   | Koosbüsch, nordwestlich des Ortes an der L 9 Lage     | 1758                               | großes Schaftkreuz, Rocaillekartusche bezeichnet 1758, Abschlusskreuz wohl vom Anfang des 19. Jahrhunderts | BW                             |
| Wegekreuz                                   | Koosbüsch, östlich des Ortes Lage                     | zweite Hälfte des 18. Jahrhunderts | Wegekreuzfragment; Nischenkreuz, zweite Hälfte des 18. Jahrhunderts | BW                             |
| Wegekreuz                                   | Koosbüsch, südöstlich des Ortes an der L 9 Lage       | 1866                               | Schrifttafelkreuz, 1866 | BW                             |
| Pfarrhaus                                   | Wißmannsdorf, Anton-Cordie-Platz 8 Lage               | 1767                               | ehemaliges Pfarrhaus (?); großvolumiger Putzbau, bezeichnet 1767, Zwillingsfenster um 1600, Stall mit Heuboden, gegen Ende des 19. Jahrhunderts, Stallscheunenbau, bezeichnet 1828, Zeile mit Wirtschaftsgebäuden mit Spolie, bezeichnet 1762         | Fotos hochladen                |
| Wohnhaus                                    | Wißmannsdorf, Hauptstraße 11 Lage                     | 1839                               | ehemaliges Bauernhaus, bezeichnet 1839, 1902 und in den 1920er Jahren Umbau zu Wohnzwecken und Aufstockung um Drempelgeschoss mit Lüftungsluken | Fotos hochladen                |
| Katholische Pfarrkirche St. Martin und Rosa | Wißmannsdorf, Hauptstraße 14 Lage                     | 1784                               | Putzbau auf kreuzförmigem Grundriss, entstanden durch historisierenden Umbau (1880) des barocken Saalbaus von 1784 und Erweiterung von 1920/21; auf dem ehemaligen Kirchhof Schaftkreuz, bezeichnet 1619; in der Kirchhofmauer Rest eines Grabkreuzes | weitere Bilder Fotos hochladen |
| Wegekreuz                                   | Wißmannsdorf, Koosbüscher Straße, vor Nr. 12 Lage     | 1616                               | Wegekreuz; Einlassstein 1616, Schaft 1938 von F. Jos. Leisen | BW                             |
| Portal                                      | Wißmannsdorf, Lindenstraße, an Nr. 4 Lage             | 1774                               | Oberlichtportal, spätbarock, bezeichnet 1774, Rokoko-Türblatt | Fotos hochladen                |
| Laschkreuz                                  | Wißmannsdorf, Lindenstraße, gegenüber Nr. 5 Lage      | 1579                               | hohes Schaftkreuz mit Kapitell, Abschlusskreuz bezeichnet 1579 | Fotos hochladen                |
| Wohnhaus                                    | Wißmannsdorf, Lindenstraße 7 Lage                     | Mitte des 18. Jahrhunderts         | Treppengiebelhaus, Mitte des 18. Jahrhunderts, im 19. Jahrhundert Erweiterung des Backhauses zur Flurküche | BW                             |
| Wohnhaus                                    | Wißmannsdorf, Talstraße 5 Lage                        | 1847                               | Wohn-Stallhaus, bezeichnet 1847 | Fotos hochladen                |
| Wegekreuz                                   | Wißmannsdorf, nordwestlich des Ortes an der K 68 Lage | 1620                               | Nischenkreuz, bezeichnet 1620 | Fotos hochladen                |
| Wegekreuz                                   | Wißmannsdorf, westlich des Ortes an der L 7 Lage      | 1812                               | Schaftkreuz, bezeichnet 1812 | Fotos hochladen                |

## Ehemalige Kulturdenkmäler
| Bezeichnung | Lage                                     | Baujahr                           | Beschreibung                                                                  | Bild |
| ----------- | ---------------------------------------- | --------------------------------- | ----------------------------------------------------------------------------- | ---- |
| Portal      | Hermesdorf, Brückenstraße, an Nr. 4 Lage | erste Hälfte des 18. Jahrhunderts | Oberlichtportal, erste Hälfte des 18. Jahrhunderts; aus Denkmalliste gelöscht | BW   |